# Богдан Борусевич
Богдан Мѝхал Борусѐвич (на полски: Bogdan Michał Borusewicz) е полски политик и деец на демократичната опозиция в периода на Полската народна република, маршал на Сената (2005 – 2015), от 2015 година вицемаршал на Сената.

## Биография
Роден е на 11 януари 1949 година в Лидзбарк Вармински, в семейството на Розалия и Константи Борусевич. През май 1968 година в Гдиня е арестуван за печатане и разпространение на афиши подкрепящи студентските протести. В 1975 година завършва история в Люблинския католически университет. На следващата година става член на Комитета за защита на работниците. През 1980 година е един от организаторите на стачката в Гданската корабостроителница. След въвеждането на военното положение в Полша (1981 – 1983) минава в нелегалност и участва в дейността на синдиката „Солидарност“.
След демократичните промени в страната се насочва към политиката. В периода 1991 – 2001 година е депутат в Сейма. В годините 1997 – 2000 е заместник министър в министерството на вътрешните работи и администрацията. В продължение на десет години е маршал на Сената. Във връзка с трагичната кончина на президента Лех Качински, на 8 юли 2010 година е временно изпълняващ функциите на Президента на Полша.